# José Arnaiz
José Manuel Arnaiz Díaz, född 15 april 1995, är en spansk fotbollsspelare som spelar i Osasuna på lån från Leganés.

## Klubbkarriär

### Real Valladolid
Arnaiz föddes i Talavera de la Reina i Toledo i Kastilien-La Mancha. Han gjorde seniordebut för UD Talavera år 2013 i Tercera División som 18-åring. Den 6 maj 2013 flyttade han till Real Valladolid.
Den 7 november 2015 gjorde Arnaiz debut för förstalaget i Real Valladolid efter ett byte med Pedro Tida i 1-1-matchen mot CD Leganés i Segunda División. Den 8 juni förlängde han kontraktet med Real Valladolid till 2019 och flyttades upp till A-laget på permanent basis.
Arnaiz gjorde sitt första A-lagsmål den 21 augusti 2016 när han avgjorde matchen mot Real Oviedo. Den 8 oktober blev han tvåmålsskytt i 2-0-vinsten hemma mot AD Alcorcón. Totalt gjorde Arnaiz 12 mål under säsongen och var en av nyckelspelarna, trots att klubben misslyckades att kvalificera sig för playoff.

### FC Barcelona
Den 25 augusti 2017 nådde FC Barcelona en överenskommelse med Real Valladolid angående övergången för Arnaiz. Han signerade ett treårskontrakt med klubben tre dagar senare. Till en början tillhörde Arnaiz B-laget i Segunda División.
Han gjorde debut för FC Barcelonas A-lag den 24 oktober 2017 när han startade och gjorde mål i 3-0-vinsten på bortaplan mot Real Murcia i Copa del Rey. Den 3 januari 2018 blev han återigen målskytt i 1-1-matchen mot Celta de Vigo, även den matchen i Copa del Rey.
Han gjorde debut i La Liga den 7 januari 2018 då han ersatte Sergi Roberto i 3-0-vinsten mot Levante UD på hemmaarenan Camp Nou.